# Great West Conference

Verteilung der Mitglieder auf die US-Bundesstaaten

Die Great West Conference (GWC) war eine von 2004 bis 2013 bestehende Staffel im Hochschulsport der Vereinigten Staaten innerhalb der NCAA Division I. Sie wurde ursprünglich als American-Football-Liga unter dem Great West Football Conference (GWFC) mit sechs Mannschaften gegründet, unter anderem von Neuzugängen der Division I, die in anderen Sportarten beispielsweise in der damaligen Mid-Continent Conference spielten.
Nach einem Mitgliederwechsel 2008 stieg die Mitgliederzahl auf zwischenzeitlich zehn Mannschaften an, nachdem die GWFC sich auch auf andere Sportarten ausweitete und auch verschiedene Hochschulen beitraten, die kein American Football im Programm hatten. Insbesondere traten vorübergehend Hochschulen von jenseits der Great Plains bei bis hin zur Mitgliedschaft des New Jersey Institute of Technology an der Ostküste im Nordosten der Vereinigten Staaten. Dazu kamen assoziierte Mitglieder, die in einzelnen Sportarten an den Wettbewerben der GWC teilnahmen.
Die GWC residierte in Illinois in der Metropolregion Chicago. Im Zuge der Conference realignments ab 2010 wurden nahezu alle Mitglieder wieder von anderen Conferences abgeworben. Dabei wechselten die Footballteams in die Missouri Valley Football Conference oder in die Big Sky Conference.
Sofern die wechselnde Hochschule nicht Vollmitglied der Big Sky wurde, fand sie in anderen Sportarten insbesondere Aufnahme in der Summit League und der Big West. Die drei verbliebenen Mitglieder Chicago State University, University of Texas–Pan American und Utah Valley University schlossen sich 2013 der traditionsreicheren, durch die Realignments ebenfalls arg gebeutelten Western Athletic Conference an.

## Mitglieder

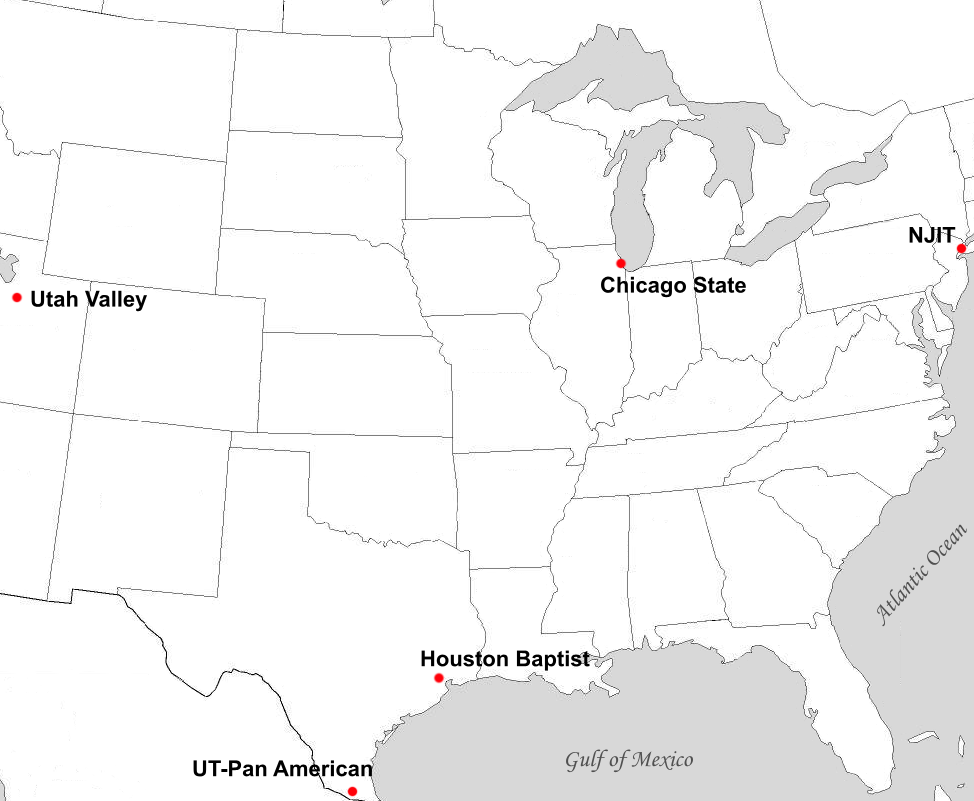
Lage der Vollmitglieder zwischen 2008 und 2012

- Gründungsmitglieder sind kursiv gekennzeichnet. Die Gründungsmitglieder spielten bis 2008 nur American Football untereinander und waren daher in anderen Sportarten Mitglieder anderer Conferences.

| Universität                        | Ort                  | gegründet | Trägerschaft | Teamname        | seit | von          | bis  | nach         |
| ---------------------------------- | -------------------- | --------- | ------------ | --------------- | ---- | ------------ | ---- | ------------ |
| UC Davis                           | Davis (CA)           | 1905      | staatlich    | Aggies          | 2004 | Division II  | 2012 | Big West*    |
| Cal Poly San Luis Obispo           | San Luis Obispo (CA) | 1901      | staatlich    | Mustangs        | 2004 | Big West     | 2012 | Big West*    |
| Chicago State University           | Chicago (IL)         | 1867      | staatlich    | Cougars         | 2008 | Mid-C / Ind. | 2013 | WAC          |
| Houston Baptist University         | Houston (TX)         | 1960      | privat       | Huskies         | 2008 | NAIA         | 2013 | Southland    |
| New Jersey Institute of Technology | Newark (NJ)          | 1881      | staatlich    | Highlanders     | 2008 | Division II  | 2013 | Ind. / A-Sun |
| University of Northern Colorado    | Greeley (CO)         | 1889      | staatlich    | Bears           | 2004 | Division II  | 2006 | Big Sky      |
| University of North Dakota         | Grand Forks (ND)     | 1883      | staatlich    | Fighting Sioux1 | 2008 | Division II  | 2012 | Big Sky      |
| North Dakota State University      | Fargo (ND)           | 1883      | staatlich    | Bison           | 2004 | Division II  | 2008 | The Summit** |
| University of South Dakota         | Vermillion (SD)      | 1862      | staatlich    | Coyotes         | 2008 | Division II  | 2012 | The Summit** |
| South Dakota State University      | Brookings (SD)       | 1881      | staatlich    | Jackrabbits     | 2004 | Division II  | 2008 | The Summit** |
| Southern Utah University           | Cedar City (UT)      | 1897      | staatlich    | Thunderbirds    | 2004 | The Summit   | 2012 | Big Sky      |
| University of Texas–Pan American   | Edinburg (TX)        | 1927      | staatlich    | Broncs          | 2008 | Independent  | 2013 | WAC          |
| Utah Valley University             | Orem (UT)            | 1941      | staatlich    | Wolverines      | 2008 | Independent  | 2013 | WAC          |

* Im American Football nahm ab diesem Zeitpunkt die Mannschaft am Wettbewerb der Big Sky Conference teil.

** Im American Football nahm ab diesem Zeitpunkt die Mannschaft am Wettbewerb der Missouri Valley Football Conference (MVFC) teil.

1 Per Volksbefragung 2012 wurde der Universität die weitere Verwendung des Nicks untersagt.